# Rotermund
Rotermund – polski herb szlachecki z indygenatu. Nie należy mylić go z herbem Odrowąs, również znanym jako Rotermund.

## Opis herbu
Opis herbu z wykorzystaniem zasad blazonowania, zaproponowanych przez Alfreda Znamierowskiego:
Na tarczy dzielonej w skos w polu pierwszym, czerwonym, kotwica srebrna w skos;
W polu drugim, błękitnym, karp złoty w skos.
Klejnot: karp jak w godle, w słup, między dwoma skrzydłami orlimi czarnymi.
Labry z prawej błękitne, podbite złotem, z lewej czerwone, podbite srebrem.

## Najwcześniejsze wzmianki
Zatwierdzony Janowi i Stanisławowi Rotermundom 16 marca 1595 (Szymański pisze o nobilitacji). Herb otrzymał pierwotnie dziad Jana i Stanisława - Tomasz w 1560 roku od cesarza Ferdynanda I.

## Herbowni
Ponieważ herb Rotermund był herbem własnym, prawo do posługiwania się nim przysługuje tylko jednemu rodowi herbownemu:
Rotermund (Rottermund).